# بوهدان کندرتیوک
بوهدان کندرتیوک (اوکراینی: Богдан Олександрович Кондратюк؛ زادهٔ ۱۹ ژوئن ۱۹۸۷) بازیکن فوتبال اهل اوکراین است.
از باشگاه‌هایی که در آن بازی کرده‌است می‌توان به باشگاه فوتبال استال آلچفسک و باشگاه فوتبال متالورگ دونتسک اشاره کرد.
وی همچنین در تیم ملی فوتبال Ukraine U19 بازی کرده‌است.